# Mùa bão ở châu Âu 2020-21
Mùa bão gió châu Âu 2020–2021 là trường hợp thứ sáu về việc đặt tên bão gió châu Âu theo mùa ở châu Âu. Đây là mùa thứ hai Hà Lan tham gia, cùng với các cơ quan khí tượng của Ireland và Vương quốc Anh. Tên bão của mùa mới được công bố vào ngày 1 tháng 9 năm 2020. Những cơn bão xảy ra cho đến ngày 31 tháng 8 năm 2021 sẽ được đưa vào mùa này. Các cơ quan khí tượng của Bồ Đào Nha, Tây Ban Nha và Pháp cũng sẽ lại hợp tác với sự tham gia của cơ quan khí tượng Bỉ.